# Coppa del Mondo di slittino 1988
La Coppa del Mondo di slittino 1987/88, undicesima edizione della manifestazione organizzata dalla Federazione Internazionale Slittino, ebbe inizio il 12 dicembre 1987 a Sarajevo, in Jugoslavia, e si concluse il 24 gennaio 1988 ad Saint Moritz, in Svizzera. Furono disputate 15 gare, cinque per ogni tipologia (singolo uomini, singolo donne ed il doppio) in 5 differenti località. Nel corso della stagione si tennero anche i XV Giochi olimpici invernali di Calgary 1988, in Canada, ed i Campionati europei di slittino 1988 a Königssee, in Germania Ovest, competizioni non valide ai fini della Coppa del Mondo.
Le coppe di cristallo, trofeo conferito ai vincitori del circuito, furono assegnate all'austriaco Markus Prock per quanto concerne la classifica del singolo uomini, la sovietica Julija Antipova conquistò il trofeo del singolo donne mentre la coppia dell'Unione Sovietica formata da Evgenij Belousov e Aleksandr Beljakov si aggiudicò la vittoria del doppio.

## Risultati
| Data                | Località   | Nazione        | Specialità       | Primi classificati                                   | Secondi classificati                                 | Terzi classificati                                |
| ------------------- | ---------- | -------------- | ---------------- | ---------------------------------------------------- | ---------------------------------------------------- | ------------------------------------------------- |
| 12-13 dicembre 1987 | Sarajevo   | Jugoslavia     | Donne – Singolo  | Julija Antipova Unione Sovietica                     | Gabriele Kohlisch Germania Est                       | Marie-Claude Doyon Canada                         |
| 12-13 dicembre 1987 | Sarajevo   | Jugoslavia     | Uomini – Singolo | Jurij Charčenko Unione Sovietica                     | Markus Prock Austria                                 | Norbert Huber Italia                              |
| 12-13 dicembre 1987 | Sarajevo   | Jugoslavia     | Uomini – Doppio  | Evgenij Belousov Aleksandr Beljakov Unione Sovietica | Stefan Ilsanker Georg Hackl Germania Ovest           | Vitalij Mel'nik Dmitrij Alekseev Unione Sovietica |
| 19-20 dicembre 1987 | Igls       | Austria        | Donne – Singolo  | Julija Antipova Unione Sovietica                     | Irina Kusakina Unione Sovietica                      | Nadežda Danilina Unione Sovietica                 |
| 19-20 dicembre 1987 | Igls       | Austria        | Uomini – Singolo | Markus Prock Austria                                 | Jens Müller Germania Est                             | Jurij Charčenko Unione Sovietica                  |
| 19-20 dicembre 1987 | Igls       | Austria        | Uomini – Doppio  | Jörg Hoffmann Jochen Pietzsch Germania Est           | Vitalij Mel'nik Dmitrij Alekseev Unione Sovietica    | Stefan Ilsanker Georg Hackl Germania Ovest        |
| 9-10 gennaio 1988   | Altenberg  | Germania Est   | Donne – Singolo  | Susi Erdmann Germania Est                            | Ute Oberhoffner Germania Est                         | Julija Antipova Unione Sovietica                  |
| 9-10 gennaio 1988   | Altenberg  | Germania Est   | Uomini – Singolo | Markus Prock Austria                                 | Michael Walter Germania Est                          | Jens Müller Germania Est                          |
| 9-10 gennaio 1988   | Altenberg  | Germania Est   | Uomini – Doppio  | Stefan Krauße Jan Behrendt Germania Est              | Evgenij Belousov Aleksandr Beljakov Unione Sovietica | Spieß Ansorg Germania Est                         |
| 16-17 gennaio 1988  | Winterberg | Germania Ovest | Donne – Singolo  | Ute Oberhoffner Germania Est                         | Julija Antipova Unione Sovietica                     | Gabriele Kohlisch Germania Est                    |
| 16-17 gennaio 1988  | Winterberg | Germania Ovest | Uomini – Singolo | Georg Hackl Germania Ovest                           | Jurij Charčenko Unione Sovietica                     | Norbert Huber Italia                              |
| 16-17 gennaio 1988  | Winterberg | Germania Ovest | Uomini – Doppio  | Stefan Krauße Jan Behrendt Germania Est              | Evgenij Belousov Aleksandr Beljakov Unione Sovietica | Thomas Schwab Wolfgang Staudinger Germania Ovest  |
| 23-24 gennaio 1988  | St. Moritz | Svizzera       | Donne – Singolo  | Erica Terwillegar Stati Uniti                        | Cammy Myler Stati Uniti                              | Marie-Luise Rainer Italia                         |
| 23-24 gennaio 1988  | St. Moritz | Svizzera       | Uomini – Singolo | Markus Prock Austria                                 | Jurij Charčenko Unione Sovietica                     | Norbert Huber Italia                              |
| 23-24 gennaio 1988  | St. Moritz | Svizzera       | Uomini – Doppio  | Hansjörg Raffl Norbert Huber Italia                  | Joe Barile Steven Maher Stati Uniti                  | Kazuhiko Takamatsu Tsukasa Hirakawa Giappone      |

## Classifiche

### Singolo uomini
| Pos. | Nome            | Nazione          |
| ---- | --------------- | ---------------- |
| 1    | Markus Prock    | Austria          |
| 2    | Jurij Charčenko | Unione Sovietica |
| 3    | Jens Müller     | Germania Est     |

### Singolo donne
| Pos. | Nome               | Nazione          |
| ---- | ------------------ | ---------------- |
| 1    | Julija Antipova    | Unione Sovietica |
| 2    | Marie-Luise Rainer | Italia           |
| 3    | Gabriele Kohlisch  | Germania Est     |

### Doppio
| Pos. | Nome                                | Nazione          |
| ---- | ----------------------------------- | ---------------- |
| 1    | Evgenij Belousov Aleksandr Beljakov | Unione Sovietica |
| 2    | Stefan Ilsanker Georg Hackl         | Germania Ovest   |
| 3    | Hansjörg Raffl Norbert Huber        | Italia           |
| 3    | Vitalij Mel'nik Dmitrij Alekseev    | Unione Sovietica |